# Даль Соле, Джованни Джозеффо
Джованни Джозеффо даль Соле (итал. Giovan Gioseffo Dal Sole; 10 декабря 1654, Болонья — 22 июля 1719, Болонья) — итальянский живописец и гравёр эпохи позднего барокко болонской школы.

## Биография
Джованни Джозеффо был сыном Сюзанны де Кастеллини и живописца-пейзажиста Джованни Антонио Мария Даль Соле (1606—1677), ученика Франческо Альбани, прозванного «деревенским калекой» (равнозначно: «пень из деревень»; итал. il monchino dai paesi, потому что рисовал левой рукой.
Отец устроил Джованни Джозеффо в мастерскую своего друга Доменико Марии Канути (1626—1684) до 1672 года, когда Канути пришлось покинуть Болонью, чтобы отправиться в Рим. После этого Даль Соле Младший поступил в римскую мастерскую Лоренцо Пазинелли. Он расписал купол церкви Санта-Мария-деи-Повери в Болонье и алтарь церкви Суфражио в Имоле. Сотрудничал с Джузеппе Мария Креспи.
Джованни даль Соле был одним из художников, которые участвовали в росписях галереи Палаццо Буонаккорси в Мачерате (Марке). Большая часть произведений художника 1670-х годов не сохранилась. Среди сохранившихся — запрестольный образ святого апостола Андрея в церкви Балиньяно, «Геркулес и Омфала» в Дрезденской картинной галерее. Его ранние произведения демонстрируют классицистическую приверженность, согласно «элегантному и приятному стилю Гвидо Рени».
Через мастерскую Джованни Джозеффо Даль Соле в Болонье прошли многие художники, такие как Пьетро Антонио Магатти, Феличе Торелли, Лючия Казалини, Антонио Бедуцци, Франческо Монти, Джозеффо Витали, Донато Крети, Джованни Батиста Грати, Чезаре Маццони, Франческо Павона, Франческо Коми, а также флорентийцы: Мауро Содерини, Винченцо Меуччи и Джованни Доменико Ферретти.
Художник скончался в 1719 году в Болонье, похоронен на монументальном кладбище Чертоза-ди-Болонья.

## Галерея

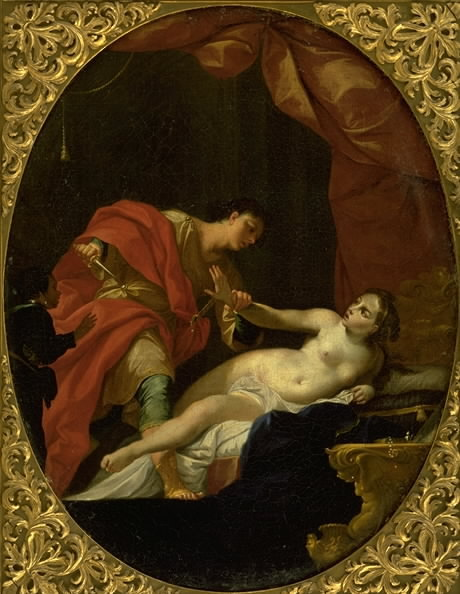
Тарквиний угрожает Лукреции. Между 1669 и 1719 гг. Холст, масло. Государственный музей искусств, Копенгаген
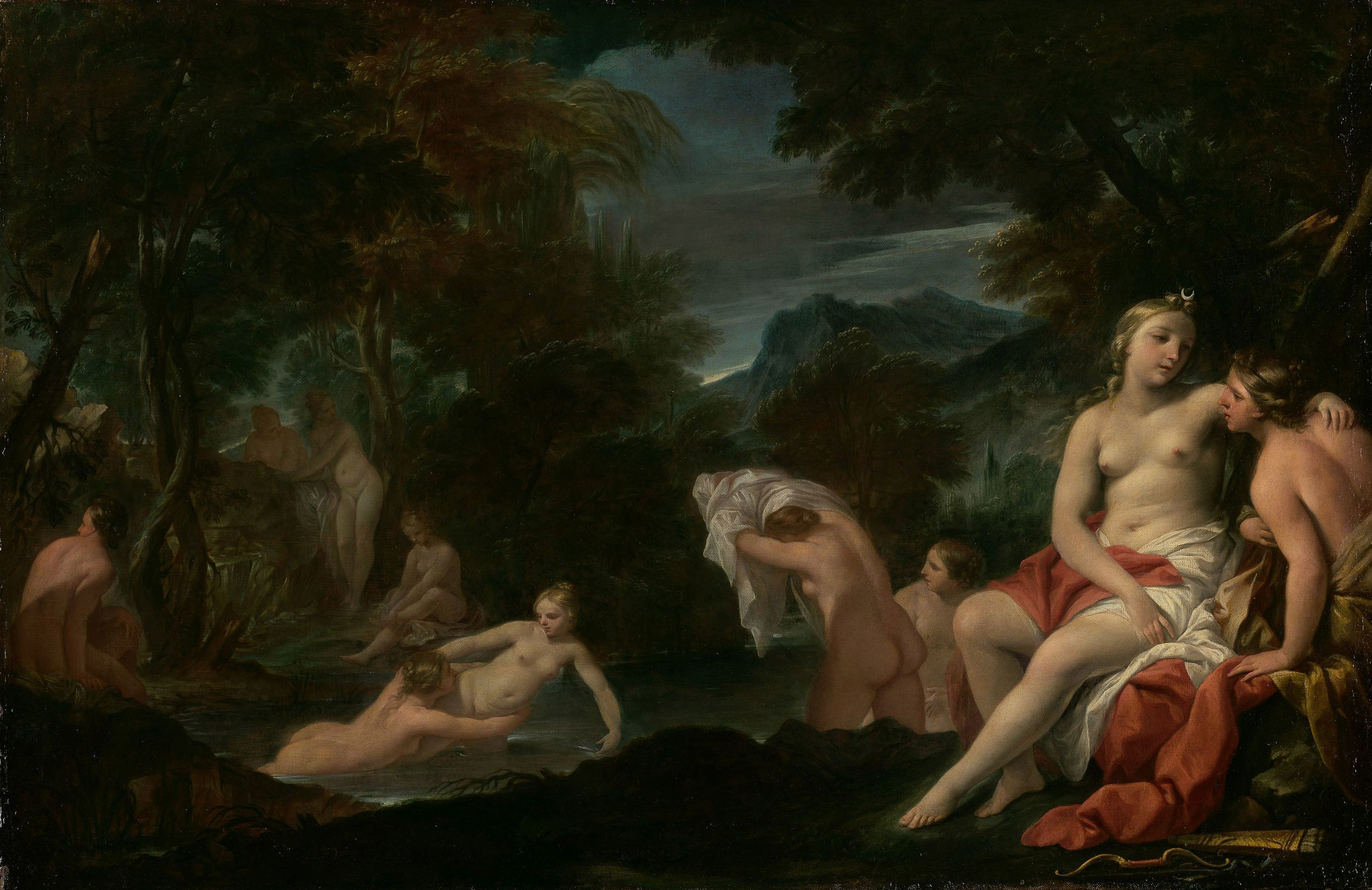
Купание Дианы. Ок. 1700. Холст, масло. Музей истории искусств, Вена
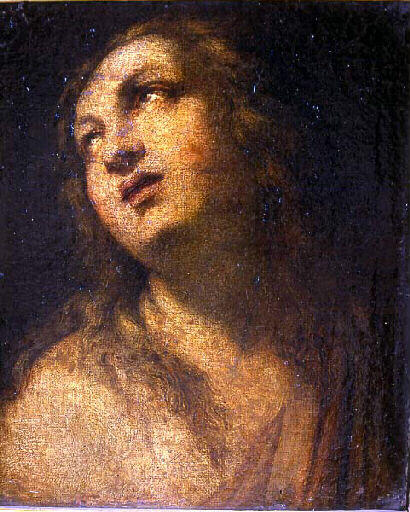
Кающаяся Мария Магдалина. Ок. 1700. Холст, масло. Музей изящных искусств, Шамбери
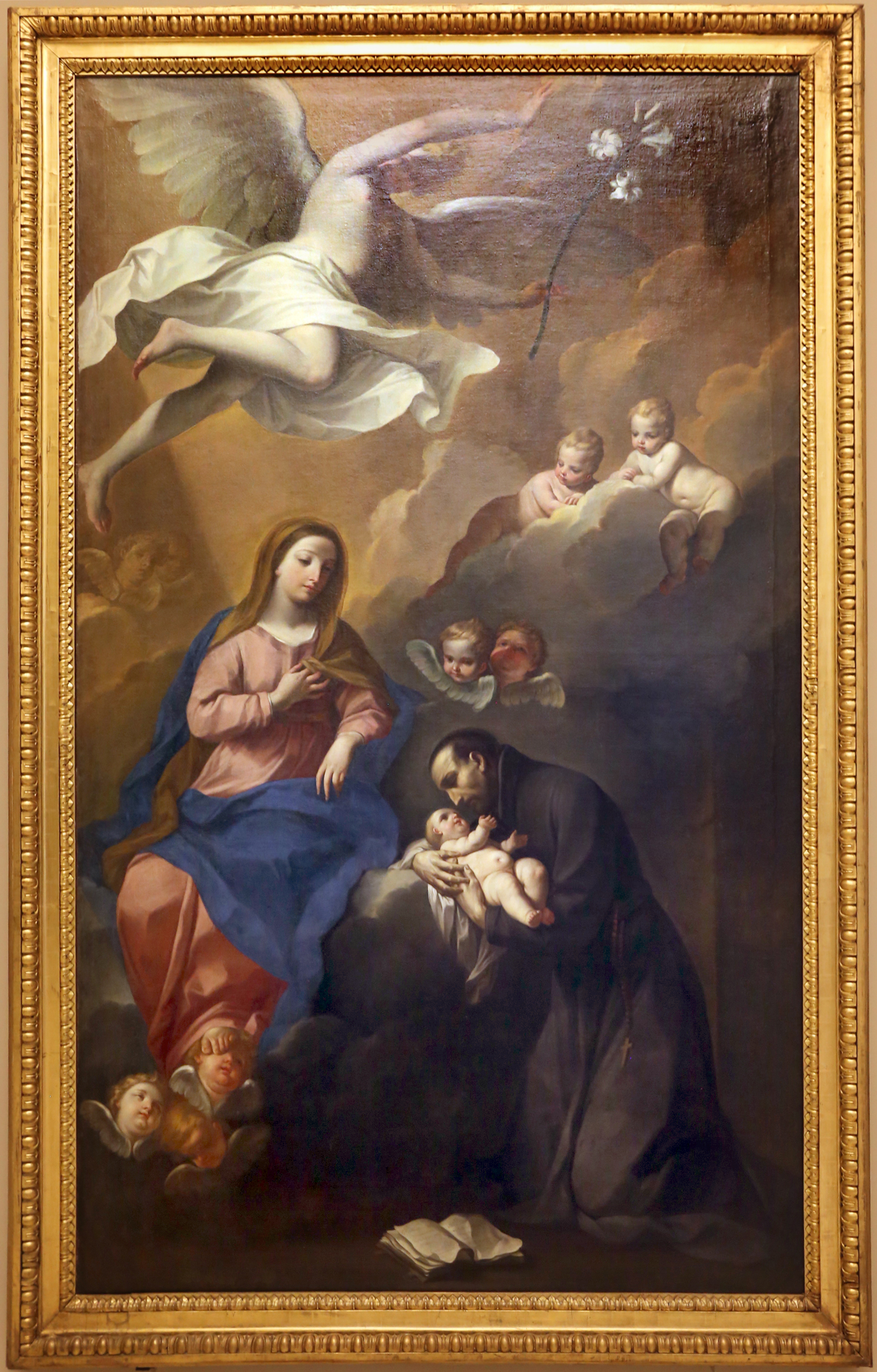
Мадонна с Младенцем и святым Гаетаном Тиенским. Музей, Модена
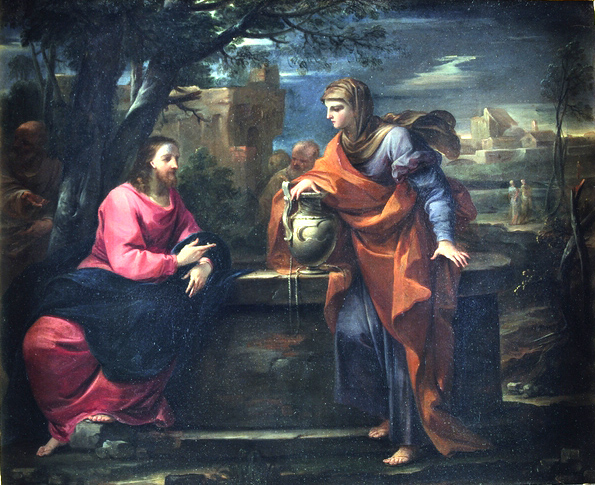
Христос и самаритянка. Ок. 1700. Холст, масло. Музей изящных искусств, Брест, Франция
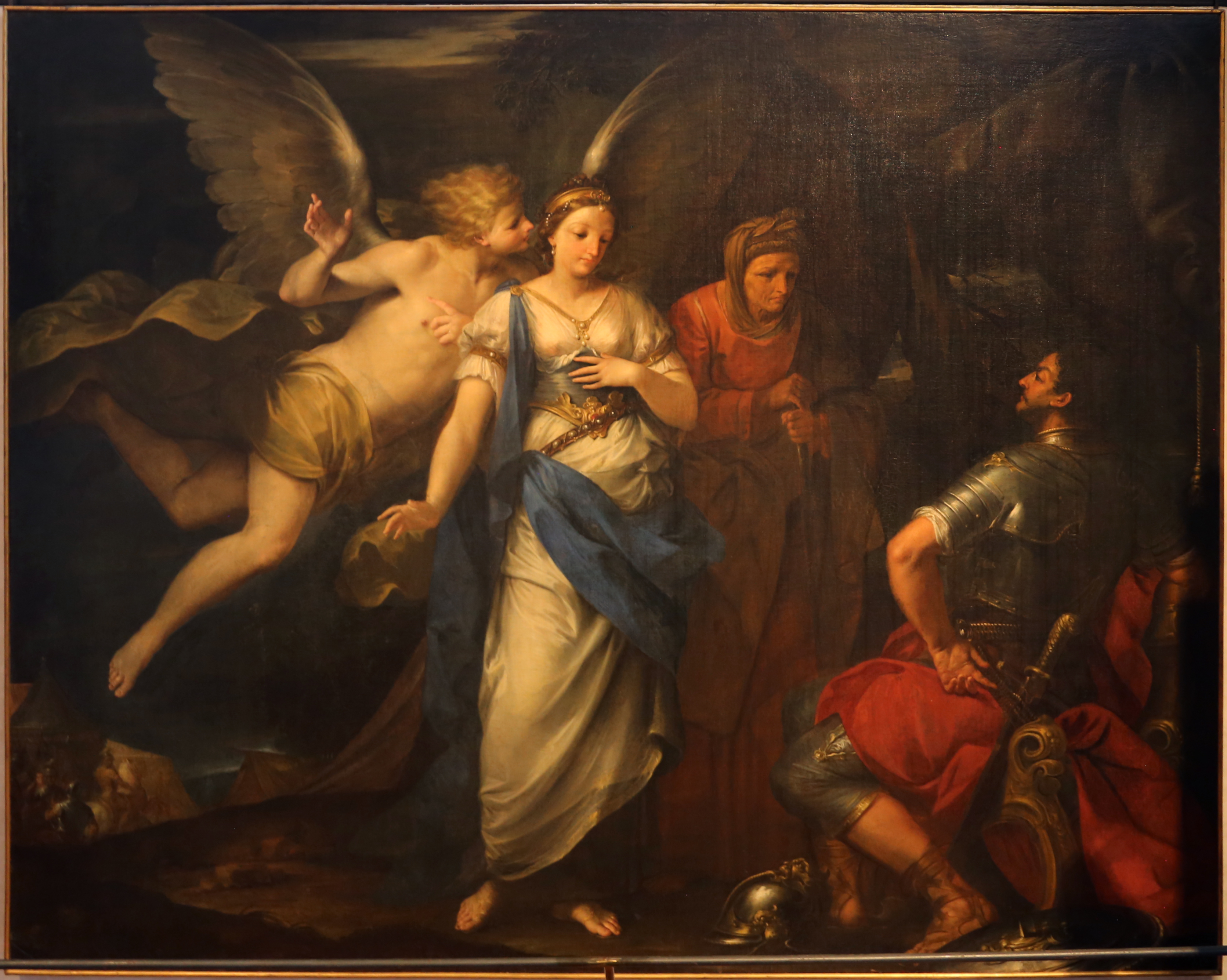
Ангел вдохновляет Юдифь